# Clandestine Blaze
Clandestine Blaze – jednoosobowy projekt muzyczny utworzony przez Mikko Aspa. Powstał on w Lahti, Finlandia roku 1998. Muzyka tworzona przez Mikko Aspa w tym projekcie często jest określana jako minimalistyczny raw black metal z wczesnych lat 1990. Mikko jest również wokalistą we francuskiej grupie Deathspell Omega. Ma on również na swoim koncie kilka innych projektów takich, jak Stabat Mater, Creamface, Fleshpress, A.M., Grunt, Clinic of Torture, Alchemy of the 20th Century oraz Nicole 12.
Jest on również właścicielem Northern Heritage, wytwórni, która wydała albumy zespołów Baptism, Behexen, Deathspell Omega, Drudkh, Hate Forest, Ildjarn, Satanic Warmaster czy Mgła. 
Zajmuje się również prowadzeniem CF Productions (zajmuje się produkcją magazynu „Erotic Perversion” i filmów „Public Obscenities”) oraz Freak Animals Records (jest to wytwórnia płytowa Power-Electronics/Noise).

## Dyskografia

### Albumy studyjne
- 1999 – Fire Burns in Our Hearts, Blackmetal.com / Northern Heritage
- 2000 – Night of the Unholy Flames, Northern Heritage
- 2002 – Fist of the Northern Destroyer, Northern Heritage
- 2004 – Deliverers of Faith, Northern Heritage
- 2006 – Church of Atrocity, Northern Heritage
- 2010 – Falling Monuments, Northern Heritage
- 2013 – Harmony of Struggle, Northern Heritage
- 2017 – City of Slaughter, Northern Heritage
- 2018 – Tranquility of Death, Northern Heritage
- 2021 – Secrets of Laceration, Northern Heritage

### Splity
- 2001 – Clandestine Blaze / Deathspell Omega – Split, Northern Heritage
- 2004 – Clandestine Blaze / Satanic Warmaster, Northern Heritage
- 2005 – Crushing the Holy Trinity, Northern Heritage

### Kompilacje
- 2008 – Archive Volume 1, Northern Heritage
- 2008 – Archive Volume 2, Northern Heritage
- 2008 – Archive Volume 3, Northern Heritage

### Single
- 1999 – On the Mission, Northern Heritage
- 2006 – Nation of God / Altar of Perversion, Northern Heritage

### Dema
- 1998 – Promo '98, Northern Heritage
- 2001 – There Comes the Day..., Northern Heritage
- 2002 – Below the Surface of Cold Earth, Northern Heritage
- 2002 – Blood and Cum, Northern Heritage
- 2002 – Goat – Creative Alienation, Northern Heritage

### Utwory na kompilacjach
- 1999 – Northern Heritage Boxset, Northern Heritage
- 2001 – Black Metal Blitzkrieg, End All Life Productions